# 低タンパク質食
低タンパク質食（ていタンパクしつしょく）は、タンパク質摂取量が少ない食事を指す。低タンパク質食はフェニルケトン尿症やホモシスチン尿症などの遺伝性代謝障害のある人に提供され、 腎臓や肝臓の疾患を持つ人はタンパク質の量が少ないこの食事を利用している。タンパク質消費量が少ないと、おそらくカルシウム恒常性の変化により、骨折のリスクが減少すると思われる。その結果、フェニルケトン尿症を患っている個人のタンパク質の量と組成は、 ホモシスチン尿症またはチロシン血症の患者とは実質的に異なるため、低タンパク質を構成するものの均一な定義は存在しない。それでも肝疾患のある人が使用する量は個人が窒素バランスを維持する程度である。 
所要量を超えるアミノ酸は保持されないが、脱アミノ化（アミン基の除去）によって改質される必要がある。これは肝臓と腎臓で起こるため、肝臓または腎臓が損傷している一部の人は、少量のタンパク質摂取を勧められる場合がある。アミノ酸メチオニンとシステインの硫黄含有量により、これらのアミノ酸が過剰になると、硫酸イオンを介して酸が生成される。これらの硫酸イオンは、骨からのカルシウムイオンによって中和することができ、尿中へのカルシウム排せつにつながり得る。これは、時間の経過とともに骨密度の低下につながる可能性がある。フェニルケトン尿症の罹患者はフェニルアラニンをチロシンに変換する酵素を欠いているため、食事においてこのアミノ酸を低レベルで提供される必要がある。ホモシスチン尿症は、ホモシスチンの蓄積を引き起こすアミノ酸メチオニンの代謝を伴う遺伝性疾患であり、治療には食事に低レベルのメチオニンと高レベルのビタミンB6が提供される。 
インスリン/インスリン様成長因子1シグナル伝達（IIS）に対するタンパク質吸収の影響と、哺乳類のラパマイシン標的（mTOR）によるアミノ酸利用性の直接感知により、低タンパク質食が一般大衆の一部の間で流行しており、この二つのシステムは寿命とがんの増殖に関係している。80:10:10ダイエットなどの低タンパク質摂取の他にIISを調整する試みとして断続的な絶食と5：2ダイエットがある。 

## 歴史
ドイツの地元住民の食料構成を研究することにより、カール・フォン・ヴォイトは1日あたり118gのタンパク質の標準を確立した。ラッセル・ヘンリー・チッテンデンは、健康を維持するために必要な量は半分以下であることを示した。ホレス・フレッチャーは、低タンパク質食の初期の普及者であり、咀嚼して摂取するように提唱した。 

## タンパク質の必要量
人間が窒素バランスを維持するための一日の所要量は比較的少ない。成人の良質なタンパク質所要量の中央値は、1日に体重1キログラムあたり約0.65グラムであり、97.5パーセンタイルは1日に体重1キログラムあたり0.83グラムである。成長に応じて子供にはより多くのタンパク質が必要となる。範囲の中央の70kgの成人は、窒素バランスを保つために1日あたり約45グラムのタンパク質を必要とする。これは想定上の日常食の総カロリー（2200Kcal）の10％未満を占めている。ウィリアム・カミング・ローズと彼のチームは、必須アミノ酸を研究し、通常の健康に必要な最小量の定義に貢献した。成人の場合、各必須アミノ酸の推奨最小量は、1日に体重1キログラムあたり4〜39ミリグラムである。良質であるためには、たんぱく質は多種多様な食品から摂取することだけが求められ、動物性食品と植物性食品を一緒に混ぜる必要も、米や豆などの特定の植物性食品を補う必要もない。良質のタンパク質を得るために植物性タンパク質のそのような特定の組み合わせを作る必要があるという考えは、『小さな惑星の緑の食卓』という本が発祥である。植物性タンパク質はしばしば不完全であると表現されており、1つ以上の必須アミノ酸が不足していることを示唆している。サトイモなどの希少例を除けば各植物はすべての必須アミノ酸の量を提供する。しかし、必須アミノ酸の相対存在量はアミノ酸の存在量が非常に類似する傾向がある動物よりも植物でばらつきが大きく、これが植物性タンパク質が何らかの形で不足しているという誤解につながっている。 

## 低タンパク質とカロリー制限
カロリー制限は多くの実験動物の寿命を延ばし、加齢に伴う罹患率を減少させることが実証されている。タンパク質または特定のアミノ酸が減少したモデルシステムでは、寿命の延長または加齢に伴う罹患率の低下も示されている。特に、ラット、マウス、ショウジョウバエのモデルシステムでの実験では、カロリー制限の場合と同等のタンパク質摂取量による寿命の延長が示されている。タンパク質合成の開始に必要なアミノ酸メチオニンの制限は寿命の延長に十分である。 
カロリー制限の最も顕著な効果は、代謝の健康、痩身の促進、血糖値の低下、インスリン感受性の増加である。低タンパク質食はカロリー制限の影響の多くを模倣するが、異なる代謝メカニズムが関与している可能性がある。低タンパク質食は、脂肪を急速に減らし、食事誘発性肥満マウスに対する正常なインスリン感受性を回復する。具体的には3つの分岐鎖アミノ酸のロイシン、イソロイシン、バリンの消費を制限することは痩身を促進し、血糖の調整改善に十分である。 
全てのブルーゾーンについての報告は利用できないが、一部のブルーゾーン （100歳以上の人口が増加し、加齢に伴う罹患率が低い地域）の住民の食事で摂れるエネルギーの内タンパク質（由来のエネルギー）は10％未満しか含まれていない 。 これらの地域の食事が完全に植物をベースとしているわけではないが、摂取される食物の大部分を植物が占めている 。これらの人口の一部はカロリー制限下にあると推測されているが、その小さなサイズは低い食物消費と一致するため議論がある。 

## 低タンパク質および肝疾患
過去には、肝臓の疾患や損傷に苦しむ人々のための標準的な食事療法は、低タンパク質、高炭水化物、中程度の脂質および低塩食であった。ただし、最近の研究では高タンパク質食にはキログラムあたりのタンパク質が1.2〜2グラム必要であることを示唆している。 
最大で一日に体重1kg当たり2gまでの水準は脳症を悪化させないことが実証されている。さらにビタミンサプリメント、特にビタミンB群を摂取する必要がある。ナトリウムは1日あたり500〜1500mgへの制限が必要になり得る。 

## 低タンパク質および腎臓病
腎臓病治療のための低タンパクの食事療法として、1939年にデューク大学のウォルター・ケンプナーが創始したライスダイエットがある。この食事療法は、適度な量のご飯、スクロース、デキストロース、果物、ビタミン等で構成される2000kcalの日常食であった。ナトリウムと塩化物はそれぞれ150mgと200mgに制限される。この食事療法は浮腫と高血圧の調整に著しい効果を示した。ライスダイエットは腎臓と血管の病気の治療目的で考案されたが、この食事療法に伴う大幅な体重減少が70年以上続いたダイエット目的での利用の流行につながった。ライスダイエットプログラムは2013年に終了した。ジョン・A・マクドゥーガルのプログラムのような他の低タンパクのでんぷんを基本とする食事療法は、腎臓病と高血圧症用に提供され続けている。   

## 低タンパク質および骨粗鬆症
骨粗鬆症および骨折のリスクに対するタンパク質の影響は複雑である。骨からのカルシウムの損失は、負のタンパク質バランスにある個人のたんぱく質摂取量が必要量を下回る際に生じることから、少なすぎるタンパク質は骨の健康にとって危険であることを示唆している。IGF-1は筋肉及び骨の成長に寄与し、タンパク質の摂取によって調節される。しかし、高タンパク質レベルでは、メチオニンとシステインの脱アミノ化とその後の代謝から形成される酸を中和する際に、尿を介してカルシウムの正味の損失が発生する可能性がある。大規模な前向きコホート研究では、タンパク質消費量が最も多い五分位数をタンパク質消費量が最も少ない五分位数との比較で骨折のリスクがわずかに増加することが示されている。これらの研究において、動物性タンパク質でその傾向が見られた一方で植物性タンパク質については見られなかったが、個々の動物性タンパク質摂取量は大きく異なり、植物性タンパク質の摂取量は殆ど差がなかった。タンパク質の消費が増加すると、腸からのカルシウム吸収が促進される。カルシウム吸収の通常の増加は、1日あたり体重1キログラムあたり0.8グラムから1.5グラムの範囲でタンパク質が増加すると起こる。しかし、腸からのカルシウム吸収は、体重1キログラムあたり2グラムのタンパク質のタンパク質消費で尿中のカルシウム損失を補わない。カルシウムは、タンパク質代謝から硫酸塩を中和する唯一のイオンではなく、全体的な緩衝作用と腎酸負荷には、重炭酸塩、有機イオン、リン、塩化物などの陰イオン、アンモニウム、滴定酸、マグネシウム、カリウム、ナトリウムなどの陽イオンも含まれる。潜在的腎酸負荷（PRAL）の研究は、果物、野菜、および調理されたマメ科植物はタンパク質とイオンの相対濃度により身体の潜在的塩基形成性に寄与することから、それらの消費量の増加がタンパク質の代謝から酸を緩衝する能力を高めることを示唆している。ただし、すべての植物原料が塩基形成性であるわけではなく、たとえば、ナッツ、穀物、穀物製品は酸負荷を増加させる。 

## 国
イギリスでは、低タンパク質製品と代替品が保健サービスを通じて処方されている。   

## 主張
低タンパク質の菜食は長寿につながると仮定されている。 